# Moechotypa assamensis
Moechotypa assamensis là một loài bọ cánh cứng trong họ Cerambycidae.